# Liste du patrimoine mondial à Saint-Christophe-et-Niévès
Cet article recense les sites inscrits au patrimoine mondial à Saint-Christophe-et-Niévès.

## Statistiques
Saint-Christophe-et-Niévès (Saint-Kitts-et-Nevis pour l'UNESCO) accepte la Convention pour la protection du patrimoine mondial, culturel et naturel le 10 juillet 1986. Le premier site protégé est inscrit en 1999.
En 2013, Saint-Christophe-et-Niévès compte un site inscrit au patrimoine mondial, culturel. 
Le pays a également soumis deux sites culturels à la liste indicative.

## Listes

### Patrimoine mondial
Le site suivant est inscrit au patrimoine mondial.
| Id. | Bien                                             | Paroisse                   | Année | Superficie (ha) | Critères et notes     | Coordonnées                  | Illus. |
| --- | ------------------------------------------------ | -------------------------- | ----- | --------------- | --------------------- | ---------------------------- | ------ |
| 910 | Parc national de la forteresse de Brimstone Hill | Saint-Thomas Middle Island | 1999  | 15              | Culturel, (iii), (iv) | 17° 20′ 49″ N, 62° 50′ 13″ O |        |

### Liste indicative
Les biens suivants sont inscrits sur la liste indicative du pays au début 2024. Les noms fournis par Saint-Christophe-et-Niévès sont en anglais : la traduction en français est donnée ici à titre indicatif.
| Id.  | Bien                          | Paroisse                | Année | Critères et notes | Coordonnées                  | Illus. |
| ---- | ----------------------------- | ----------------------- | ----- | ----------------- | ---------------------------- | ------ |
| 1117 | Ville de Charlestown          | Saint-Paul Charlestown  | 1998  | Culturel          | 17° 08′ 35″ N, 62° 37′ 37″ O |        |
| 1116 | Zone historique de Basseterre | Saint-George Basseterre | 1998  | Culturel          | 17° 17′ 46″ N, 62° 43′ 19″ O |        |